# 香港愛滋病顧問局
香港愛滋病顧問局（英語：Hong Kong Advisory Council on AIDS，ACA）是由香港政府於1990年委任的一個永久性非法定組織，負責就本港的愛滋病政策向政府提供意見。
現任主席是何景文醫生。 